# Watermolen ter Walskerke
De Watermolen ter Walskerke is een watermolen op de Maalbeek in Anzegem, gelegen aan Walskerkestraat 2.
Deze middenslagmolen fungeerde als korenmolen. De molen is nog steeds maalvaardig en het is de enige nog werkende watermolen in West-Vlaanderen.

## Geschiedenis
Al in de 15e eeuw was er sprake van een watermolen op deze plaats. Hij behoorde tot de heerlijkheid Wulfsbeke, die behoorde aan de familie Van der Moten.
In 1896 kocht Viktor Dedoncker van Harelbeke de molen met samenhorende hofstede van 20 hectare. In 1900 werd de molen geschonken aan het Bureel van Weldadigheid, de voorloper van het OCMW. Het Bureel van Weldadigheid verving in 1907 het houten rad door een metalen middenslagrad. In 1983 werd de molen, inclusief de sluiswerken en dergelijke, als monument beschermd. In 2017 werd de molen verkocht aan een particulier. In 2018 werd nabij de molen een waterbergingsgebied aangelegd.

## Complex
Het betreft een hoeve met losstaande bestanddelen, een molenaarswoning en de eigenlijke molen, met intacte binneninrichting.
- Inventaris van het Bouwkundig Erfgoed (Vlaanderen): 81504